# María de Jesús Upegui
María Jesús Upegui Moreno (Robledo, 24 de octubre de 1836 - Medellín, 7 de julio de 1921) fue una religiosa católica y enfermera colombiana, fundadora de la Congregación de Hermanas Siervas del Santísimo y de la Caridad, cuyo proceso de beatificación se encuentra en curso. Es considerada sierva de Dios en la Iglesia católica.

## Biografía
María Jesús Upegui Moreno nació el 24 de octubre de 1836 en el caserío Anápolis, conocido como Aná o San Ciro de Aná, hoy Robledo (barrio de Medellín), en una Colombia dividida por ideologías y enfrentamientos bélicos entre liberales y conservadores. Huérfana de madre, abandonó la casa de su padre en 1852, para iniciarse como colaboradora en obras apostólicas, especialmente con los más pobres y necesitados, primero como voluntaria en el hospital San Juan de Dios donde se formó como Enfermera, y luego como fundadora y directora del Hospital de Enajenados, que posteriormente sería el Hospital Mental.
Fue tía materna de Laura Montoya, quien también fue fundadora de una congregación religiosa y fue canonizada por el papa Francisco en 2013. Para poder mantener su obra fundó la Congregación de Hermanas Siervas del Santísimo y de la Caridad el 19 de marzo de 1901. Murió en la comunidad de Medellín el 7 de julio de 1921. Fue una sierva de Dios amorosa, compasiva y respetuosa.

## Primeros años
Nacida en el seno de una  familia profundamente católica, conformada por Lucio Upegui Arango y María Jesús Moreno Velásquez, sus padres y Vicente Nicanor su hermano. A pocas horas de nacida quedó huérfana y al cuidado de su familia paterna; el hecho de haber quedado huérfana a tan corta edad marcaría el camino que en su vida adulta se trazaría en favor de los más necesitados.

## Infancia y juventud
Su infancia transcurrió en Aná en donde alternaba sus labores en el hogar, ayudando a su madrasta Mariana Echavarría, como costurera, labor que luego le sería de gran utilidad cuando estuvo a cargo del Orfanato y de la Casa de Enajenados, y ayudando en la iglesia de San Ciro de Aná hoy Parroquia de Nuestra Señora de Dolores en Robledo (Medellín, Antioquia). 

## Obras de caridad
Siendo muy joven comenzó a socorrer a los más pobres y a  brindarles su ayuda,  aliviándolos espiritual y corporalmente, preparaba a los niños para la Primera Comunión, ayudaba en su parroquia, cumplió con sus deberes como católica, asistiendo al templo, comulgando, dando limosna a los menos favorecidos y acompañando a los sacerdotes a llevar el Viático (la Sagrada Comunión) a los enfermos.      
Muy temprano en su vida sintió que Dios la llamaba a entregarse por completo al servicio de los pobres, por eso decidió donarse toda entera y abandonar la casa de sus padres, para disponer de su tiempo en obras caritativas.    

## Fundaciones
En 1856 comenzó su voluntariado con la Asociación del Sagrado Corazón, dirigiendo el Hospital San Juan de Dios, también conocido como Hospital de Caridad; pero más que una Directora, ella fue una enfermera, un bálsamo en la enfermedad, una ayuda espiritual para aquellos desgraciados que yacían enfermos en el Hospital. Con esta obra siguieron creciendo en ella,  “La Dama de la Caridad”,  los deseos de seguir ayudando a los menos favorecidos y fue así como en 1873  fundó en compañía de otras almas caritativas el Asilo, que albergó a indigentes y enfermos;  en 1875 fundó la Casa de Enajenados, hoy el Hospital Mental. Y en 1877 fundó  la Casa de Huérfanos.  De estas dos últimas no solo fue su fundadora, sino su impulsora y fue para estos pobres maestra, enfermera, madre, consejera, cocinera, abogada y defensora.

## Fundadora de una congregación religiosa
Cuando ya estaba segura que las obras a las que tanto amor les había profesado estaban a buen recaudo, casi todas bajo la tutela de las Hermanas de la Presentación, en 1901 decidió fundar una Congregación que se ocupara en socorrer a los más desprotegidos y de esa forma su legado quedara vivo en el tiempo, sus hijas  las Siervas del Santísimo y de la Caridad la Congregación que nació a principios del siglo XX y que heredó el espíritu caritativo de la Sierva de Dios María Jesús Upegui Moreno.  En ella quiso plasmar su gran amor a la presencia de Cristo en la Eucaristía y su ardiente deseo de hacer el bien en el ejercicio de la caridad.  
Hoy la Congregación sigue día brindando ayuda  a los más necesitados  y su carisma se extiende por casi una docena de países en las que las religiosas sostienen y lideran obras en los campos educativo, social, de salud, en favor de todas las personas que lo necesiten: niños, adultos, ancianos.

## Muerte
Después de dedicar su vida a los más pobres y necesitados, María Jesús Upegui Moreno muere en olor de santidad el 7 de julio de 1921 en su convento de la Plaza de Zea en Medellín, rodeada de sus hijas. Según su voluntad, expresada en su testamento, fue sepultada en tierra, en un ataúd de madera simple, en el entonces llamado Cementerio de los pobres, San Lorenzo. Su misa exequial tuvo lugar el día posterior a su muerte, en la iglesia de la Veracruz, allí mismo donde había nacido su Congregación. 
Sus restos mortales fueron trasladados en julio de 1978 a la cripta del convento de la Plaza de Zea.  

## Proceso de Beatificación y Canonización
El proceso informativo en pro de su beatificación fue comenzado por las Siervas en 1993, con la ayuda del sacerdote colombiano Horacio Gómez Orozco. En 1994 la Conferencia Episcopal de Colombia aceptó la solicitud y se introdujo el proceso diocesano con  nihil obstat del 26 de julio de 2000.  Entre 1994 y la actualidad, el proceso ha pasado por cuatro fases, durante el gobierno de tres arzobispos de Medellín.  En el momento el proceso se encuentra en la fase diocesana, la causa está introducida en la Congregación para las Causas de los Santos, quienes deberán estudiar la vida y las virtudes de la Madre Upegui, para declararla Venerable, el paso previo al camino de la beatificación y posterior canonización,por lo que en la Iglesia católica es considerada sierva de Dios.